# 石井蔵人
石井 忠清/石井 蔵人（いしい ただきよ/いしい くろうど）は、戦国時代から江戸時代初期にかけての武将。肥前国の戦国大名龍造寺氏の重臣。
肥前国佐嘉郡飯盛城主石井駿河守忠義の四男駿河守忠本の次男。肥州石井党の惣領。母は倉町蔵人家光の娘。同じ諱の石井和泉守忠清は伯父にあたる。

## 来歴
石井蔵人忠清は、肥前国佐賀城主・龍造寺氏の重臣・石井氏の四男家（駿河守家）の生まれであるが、龍造寺隆信の命により、石井党の惣領とされ、一族を統率した。蔵人が惣領に任ぜられたのは、先代の惣領で伯父にあたる石井和泉守忠清が天文22年（1553年）が病没してからと考えられる。
永禄5年（1565年）、龍造寺隆信が、肥前国三根郡中野城主馬場鑑周を攻めたとき、龍造寺軍配下の石井隊が先陣となって奮戦した。しかし、隆信が信任厚い御馬廻衆の将・石井源次郎らが戦死し、隆信は中でも、源次郎の死をとても惜しみ、哀愁の感状をしたため、石井党の惣領である蔵人忠清に贈っている（『北肥戦誌』）。
元亀元年（1570年）、今山の戦いでも、鍋島直茂が敵方の大将・大友親貞を討ち果たした後、蔵人忠清は石井隊を率いて、納富信景隊に合流し、敗残大友軍の掃討にあたっている（『北肥戦誌』）。
蔵人忠清が病死すると、石井党の惣領は、石井嫡男家（和泉守家）連枝で、蔵人の娘婿にあたる石井孫左衛門尉重次が引き継ぎ、その後は、蔵人の孫婿にあたる石井修理亮茂成へと引き継がれ、石井寄合の大組頭となった。
蔵人忠清の嫡男・但馬守景弘とその子孫は、佐賀藩においても、旧・惣領の由緒により重んじられた（『佐賀藩諸家差出戦功書』）。